# Paul Rives
Pour les articles homonymes, voir Rives.
Paul Rives, né le 19 août 1895 à Saint-Papoul (Aude) et mort le 21 février 1967 à Ivry-sur-Seine (Seine), est un homme politique et collaborateur français. Il est député socialiste de l'Allier de 1932 à 1942 en tant que membre de la Section française de l'Internationale ouvrière (SFIO).

## Biographie

### Origines et débuts
Fils de Louis Rives, instituteur à Carcassonne, petit-fils de Jacques Rives, agriculteur à Saint-Papoul, Paul Jacques Marius Rives est étudiant au lycée Henri-IV à Paris.
Durant la Première Guerre mondiale, il est appelé sous les drapeaux dans l'infanterie en septembre 1915. Il est nommé caporal puis sergent. Envoyé au Centre d’instruction des élèves-aspirants de Joinville, il en sort aspirant en avril 1918. Passé aussitôt dans l'aviation, il est promu sous-lieutenant et sert dans une escadre de bombardement. Dans la nuit du 25 au 26 septembre 1918, son appareil est porté disparu lors d'une mission de bombardement aérien de nuit. L'avion est contraint à un atterrissage de nuit en territoire ennemi après un combat aérien et son équipage capturé. Atteint de trois blessures, Rives reste en captivité quelques semaines et est finalement rapatrié d'Allemagne en mars 1919.
Après sa démobilisation, il participe aux rapatriements de Français puis reprend ses études à Toulouse et Strasbourg. Il devient professeur de philosophie au lycée Saint-Louis à Paris. Il est parfois présenté comme agrégé de philosophie, dans des journaux de l'époque, proches des socialistes comme dans des articles plus récents, mais en réalité il n'aurait pas réussi le concours de l'agrégation.
Il est détaché à partir de 1924 au Bureau international du travail (BIT) comme directeur adjoint de son bureau de Paris, dirigé par le normalien Mario Roques, socialiste, ancien du cabinet du cabinet du secrétaire d'État puis du ministre socialiste de l'Armement Albert Thomas, devenu président du BIT,. Il collabore à plusieurs périodiques, comme la Revue de l'enseignement primaire et primaire supérieur, La Grande revue, La Dépêche coloniale, l'hebdomadaire La Lumière de Georges Boris ou La Tribune des fonctionnaires, publie des ouvrages aussi bien sociaux (La Corvée de la joie, aux PUF, en 1924) que philosophiques (un commentaire du Discours de la méthode de Descartes, en 1928, publié avec Maxime Leroy), donne des conférences et des causeries à Radio PTT (1930-1932), sur des sujets essentiellement sociaux.
Après son retour à la vie civile, il poursuit une carrière militaire dans la réserve, au titre de laquelle il est nommé chevalier de la Légion d'honneur en 1935 et capitaine en 1937.

### Engagements politiques

#### Militant et député socialiste
Paul Rives fréquente un petit cercle d'étudiants socialistes lorsqu'il est élève en khâgne au lycée Henri-IV, aux côtés de Marcel Déat, son condisciple,. Membre du Grand Orient de France et de la SFIO, il est chargé en 1927 de la rubrique économique et sociale du quotidien socialiste Le Populaire. Il collabore aussi à La Vie socialiste.
Il est candidat de la SFIO dans l'Aube aux élections législatives de 1928, sans succès,. Il est élu député de l'Allier en 1932, dans la circonscription de Gannat, battant au second tour le député sortant, Hubert Pradon-Vallancy.
Malgré sa vieille amitié pour Marcel Déat, il ne le suit pas dans sa scission des néo-socialistes en 1933 car il juge sa propre position électorale trop fragile pour risquer la rupture. Il la renforce en 1933, en étant élu conseiller général du canton d'Escurolles à l’occasion d’une élection partielle,,, puis à l'occasion des élections municipales de mai 1935 : tous les candidats de la liste qu'il mène à Bellerive-sur-Allier sont élus dès le premier tour, ce qui lui permet d'être élu maire. Elu vice-président du conseil général à l'automne 1935, il est réélu député en 1936, au second tour, une nouvelle fois contre Hubert Pradon-Vallancy, dans le contexte du Front populaire. Il dirige alors le périodique Le Travail de l’Allier. Il est secrétaire général de la fédération de l'Allier de la SFIO de 1936 à 1937, face à son rival Marx Dormoy, membre du gouvernement de Léon Blum.
Il est alors un proche de la Ligue internationale contre l'antisémitisme et Les Cahiers antiracistes le rangent en 1944 parmi les antiracistes fervents de l'avant-guerre.
Il soutient en 1937 l'Espagne républicaine contre les franquistes : il co-signe une motion antifasciste de Jean Zyromski critiquant la politique de non-intervention dans la Guerre d'Espagne adoptée durant l'été 1936 par le gouvernement de Léon Blum et affirmant la nécessité de supprimer « toutes les entraves existantes à l'approvisionnement libre et régulier du gouvernement républicain d'Espagne en armes », et est membre du bureau du Comité d'action socialiste pour l'Espagne, aux côtés notamment de Zyromski, Jean Longuet, Marceau Pivert, André Weil-Curiel, Jean Prader. Ce qui le distingue des pacifistes ultras tels Félicien Challaye ou Léon Émery.
Rives appartient néanmoins à l'aile pacifiste de la SFIO animée par Paul Faure, son secrétaire général jusqu'en 1940. Membre de la Ligue des anciens combattants pacifistes, il est Munichois en 1938. Pour autant, ce courant reste fidèle au devoir de défense nationale et Rives juge en 1938 que l'opposition entre pacifistes et « bellicistes » au sein de son parti est caricaturale. Rapporteur du budget de l'Air, il appelle au développement de l'arme aérienne grâce à davantage de crédits militaires et une meilleure organisation industrielle, notamment dans le quotidien L'Œuvre. En 1939, ses analyses de la guerre qui menace sont avant tout économiques ; elles insistent sur l'affrontement entre le libéralisme économique des démocraties, à bout de souffle et qu'il condamne, et l'autarcie économique des régimes totalitaires allemand et italien et sur la nécessité d'une conférence internationale chargée de régler les problèmes économiques. En juin 1939, il évoque « l'impérieuse et tragique nécessité où nous sommes de consacrer toutes nos forces au surarmement national » car « l'intimidation » est selon lui un facteur de paix. Il est l'un des cinq députés socialistes à rejoindre le 15 août 1939 le Comité de liaison contre la guerre, transpartisan, formé d'une dizaine de parlementaires, de droite (Jean-Louis Tixier-Vignancour, Georges Scapini, Michel Brille), du centre (Jean Montigny notamment), de gauche (dont Bergery, René Chateau, Louis Deschizeaux, Alexandre Rauzy, Armand Chouffet),.
Il va jusqu'à collaborer durant la drôle de guerre à la très anticommuniste et pacifiste agence de presse Inter-France, pourtant marquée à l'extrême droite et soutenue par des patrons conservateurs,,. Il évoque cette collaboration dans un article, en 1942 (« avant la guerre » selon lui) ; la signature d'un socialiste aurait provoqué des remous mais le dirigeant de cette agence, Dominique Sordet, lui aurait maintenu sa confiance.
Son rapport sur l'aviation française est lu à la Chambre des députés le 25 avril 1940 ; il met en évidence ses graves lacunes.

#### Collaborateur sous l'Occupation
Ayant co-signé la déclaration du 7 juillet 1940 de Gaston Bergery, critiquant le régime parlementaire et réclamant d'une part un « ordre nouveau », autoritaire, national, social, anticommuniste et antiploutocratique et d'autre part la collaboration avec l'Allemagne, il vote en faveur de la remise des pleins pouvoirs au maréchal Pétain en juillet 1940, puis justifie publiquement son vote. Il fait partie du comité d'organisation du parti unique, voulu par Déat et qui n'aboutit pas,.
Il s'engage ensuite fermement dans le soutien au maréchal Pétain et dans la voie de la collaboration franco-allemande, participant à plusieurs organes de presse collaborationnistes et rejoignant le Rassemblement national populaire (RNP) de Déat, en continuant de se réclamer du socialisme. Il cofonde ainsi en août 1940 avec Charles Spinasse, ancien ministre SFIO du Front populaire, le quotidien L'Effort, qu'il co-dirige, avec le titre de rédacteur en chef. Ce journal a son siège en zone libre, à Clermont-Ferrand puis à Lyon. Il y appelle à un « socialisme national » autoritaire. Il collabore au quotidien parisien La France socialiste et à l'éphémère hebdomadaire parisien de Spinasse, Le Rouge et le Bleu (novembre 1941-août 1942). Il élimine ensuite de L'Effort Spinasse, directeur et P-DG du journal, et Julien Peschadour, autre ancien député SFIO, en 1942. Il insiste, en 1942, sur la nécessité d’une victoire de l'Allemagne. Il reste rédacteur en chef du journal jusqu'en août 1944.
Membre de la Commission administrative de l'Allier selon le décret du 31 janvier 1941, il est nommé le 2 décembre 1942 au Conseil départemental, établi en février 1943 et présidé par Louis Verneiges, maire d'Huriel. Il demeure maire de sa commune jusqu'en 1944.

En avril 1944, Marcel Déat, devenu ministre du travail, le nomme délégué général pour la zone sud de son ministère : Rives représente à Vichy Déat, qui souhaite rester à Paris,. Cette année-là, il est aussi le directeur politique de l'éphémère hebdomadaire parisien « de la pensée socialiste française », Germinal. Après le débarquement de Normandie de juin 1944, il écrit dans le numéro du 28 juillet 1944, dans un article intitulé « Raisons de croire » : 

« Ce qui est essentiel, c'est que la Wehrmacht ait gardé, ainsi qu'on le voit, tout son calme, une sérénité absolue. (...) La science allemande est en train de renouveler la stratégie militaire. (...) Et c'est pourquoi les allées et venues alternatives du front ne sont que l'aspect secondaire de la bataille qui se livre actuellement entre l'Europe et ses ennemis. (...) On dit que nous avons misé sur la mauvaise carte. (...) Nous avons misé sur l'Europe et sur une France intégrée dans l'Europe. »

À la Libération, Paul Rives suit Déat en Allemagne et est exclu de la SFIO en novembre 1944. Il co-signe ce même mois un « manifeste des intellectuels français en Allemagne », à l'instar de Déat et Lucien Rebatet, dénonçant l'épuration en France et affirmant « leur foi dans la nécessité d'une Europe socialiste » et leur conviction que « la gigantesque bataille livrée par l'Allemagne est l'enfantement d'un continent où l'harmonieux développement des génies nationaux assurera la justice et la paix ». Il participe alors à la création du Parti socialiste démocratique (PSD), structure regroupant des socialistes « épurés » de la SFIO[réf. nécessaire]. Il revient en France pour se constituer prisonnier et est détenu à la prison de Fresnes à partir de novembre 1945. Il est condamné en 1947 par la cour de justice du Rhône à quatre ans de prison, 15 000 francs d'amende et à la dégradation nationale à vie,. Il ne semble toutefois pas avoir été exclu de l'ordre de la Légion d'honneur.
Amnistié après son incarcération et réintégré dans l'enseignement, il rejoint le bureau du Mouvement social européen, d'orientation néofasciste, en 1952. Il ne retrouve pas de mandat politique et meurt en 1967.

## Sources
- « Paul Rives », dans le Dictionnaire des parlementaires français (1889-1940), sous la direction de Jean Jolly, PUF, 1960 [détail de l’édition]
- Notice de Paul Rives dans Le Maitron (Lire en ligne)